# Epiclerus nearcticus
Epiclerus nearcticus is een vliesvleugelig insect uit de familie Tetracampidae. De wetenschappelijke naam is voor het eerst geldig gepubliceerd in 1978 door Yoshimoto.